# U 81
U 81 byla německá ponorka typu VIIC postavena v průběhu druhé světové války pro německé válečné námořnictvo, která se proslavila potopením letadlové lodi HMS Ark Royal.

## Konstrukce
Typ VII C byla delší a těžší než předchozí ponorky typu VII B. Na hladině měla výtlak 769 t, při ponoření 871 t. Ponor byl 4,7 m, výška 9,6 m. Pohon tvořily dva šesti válcové dieselové motory MAN M 6 V 40/46 o celkovém výkonu 2 800–3 200 hp (2 100–2 400 kW) k pohonu na hladině a dobíjení baterií (2 × 62 o celkové hmotnosti 61,996 t). K plavbě pod vodu sloužily dva elektromotory Brown, Boveri & Cie GG UB 720/8 o celkovém výkonu 750 hp (550 kW). Dvě lodní hřídele poháněly ponorku pomocí lodních šroubů o průměru 1,23 m. Mohla se potopit a plout v hloubce 100 m (konstrukční hloubka), případně v hloubce 165 m, maximálně až do 230 m pod hladinu moře. Rychlost ponoru byla 25–30 sekund. Její maximální rychlost byla 18,2 uzlů (33,7 km/h) na hladině a 7,3 uzlů (13,5 km/h) pod hladinou. Dosah byl 8 500 nm (15 700 km) při rychlosti 10 uzlů (19 km/h), pod vodou při rychlosti 4 uzly (7,4 km/h) urazila 80 nm (150 km).

## Historie služby
Ponorka U 81 byla objednána 25. ledna 1939 v loděnicích Vegesacker Werft (Bremer Vulkan) v Bremen-Vegesack pod výrobním číslem 009. Výroba byla zahájená položením kýlu 11. května 1940. Na vodu byla spuštěna 22. února 1941. Do služby byla zařazena 26. dubna 1941 po velením námořního poručíka Friedricha Guggenbergera .
Do 30. listopadu 1941 patřila 1. ponorkové flotile v Kielu a Brestu jako cvičný a frontový člun. Od 1. prosince 1941 až do svého zničení 9. ledna 1944 patřila k 29. ponorkové flotile v La Spezii, Salamis a v Pule ve Středozemním moři.
Loď byla v Pule 9. ledna 1944 v 11.30 hodin při velkém útoku 144 bombardérů 15. letecké armády USAAF zasažena bombou, která explodovala ve strojovně. Přímý zásah způsobil, že se loď převrátila a potopila. Zahynuly dvě osoby, 51 osob přežilo. Dne 22. dubna 1944 byl vrak vyzvednut a poté sešrotován.

## Bojové plavby
Ponorka U 81 během své služby absolvovala 17 bojových plaveb a potopila 19 lodí o celkové tonáži 48 393 BRT, včetně britské letadlové lodi HMS Ark Royal s 22 600 BRT.
Ze základny v Kielu vyplula 21. června 1941 a doplula 3. července 1941 do Trondheimu v Norsku.

### První bojová plavba
Ponorka U 81 vyplula 17. července 1941 na první bojovou plavbu z Trondheimu a 7. srpna 1941 doplula do Kirkenesu. Během dvaceti dvou denní bojové plavby v operačním prostoru Severního ledového oceánu a pobřeží Koly nebyla potopena ani poškozena žádná loď.
Z Kirkenesu se 9. srpna 1941 přesunula z do loděnice v Trondheimu.

### Druhá bojová plavba
Na druhou plavbu ponorka U 81 vyplula 27. srpna 1941 z Trondheimu a 19. září 1941 doplula do Brestu. Během dvaceti čtyř denní plavby v operačním prostoru v severním Atlantiku a jihozápadně od pobřeží Irska potopila dvě lodi o celkové tonáži 8 943 BRT a poškodila jednu loď o celkové tonáži 7 465 BRT.
Britský parník Empire Springbuck (5 591 BRT) byl potopen dvěma torpédy. Převážel 6 085 t výbušnin a oceli a plul z Boca Grande (Kuba) přes Sydney do Leithu a Londýna. Loď byla opozdilcem konvoje SC-42 s 65 loděmi. Zahynula celá posádka 42 osob. Britský parník Sally Maersk (3252 BRT) byl potopen dvěma torpédy. Převážel 4 527 t pšenice a plul z Three Rivers přes Sydney (Nové Skotsko) do Sharpness. Loď byla součástí konvoje SC-42. Nebyly žádné ztráty na životech, 34 osob přežilo. Britský parník Empire Hudson (7 465 BRT) byl poškozen torpédem a téhož dne potopen ponorkou U 82.
| datum         | jméno             | příslušnost | tonáž [BRT] | konvoj |             | zdroj |
| ------------- | ----------------- | ----------- | ----------- | ------ | ----------- | ----- |
| 9. září 1941  | Empire Springbuck | VB          | 5 591       | SC-42  | torpédována | [ 6 ] |
| 10. září 1941 | Sally Maersk      | VB          | 3 252       | SC-42  | torpédována | [ 6 ] |
| 10. září 1941 | Empire Hudson     | VB          | 1 144       | SC-42  | torpédována | [ 6 ] |

### Třetí bojová plavba

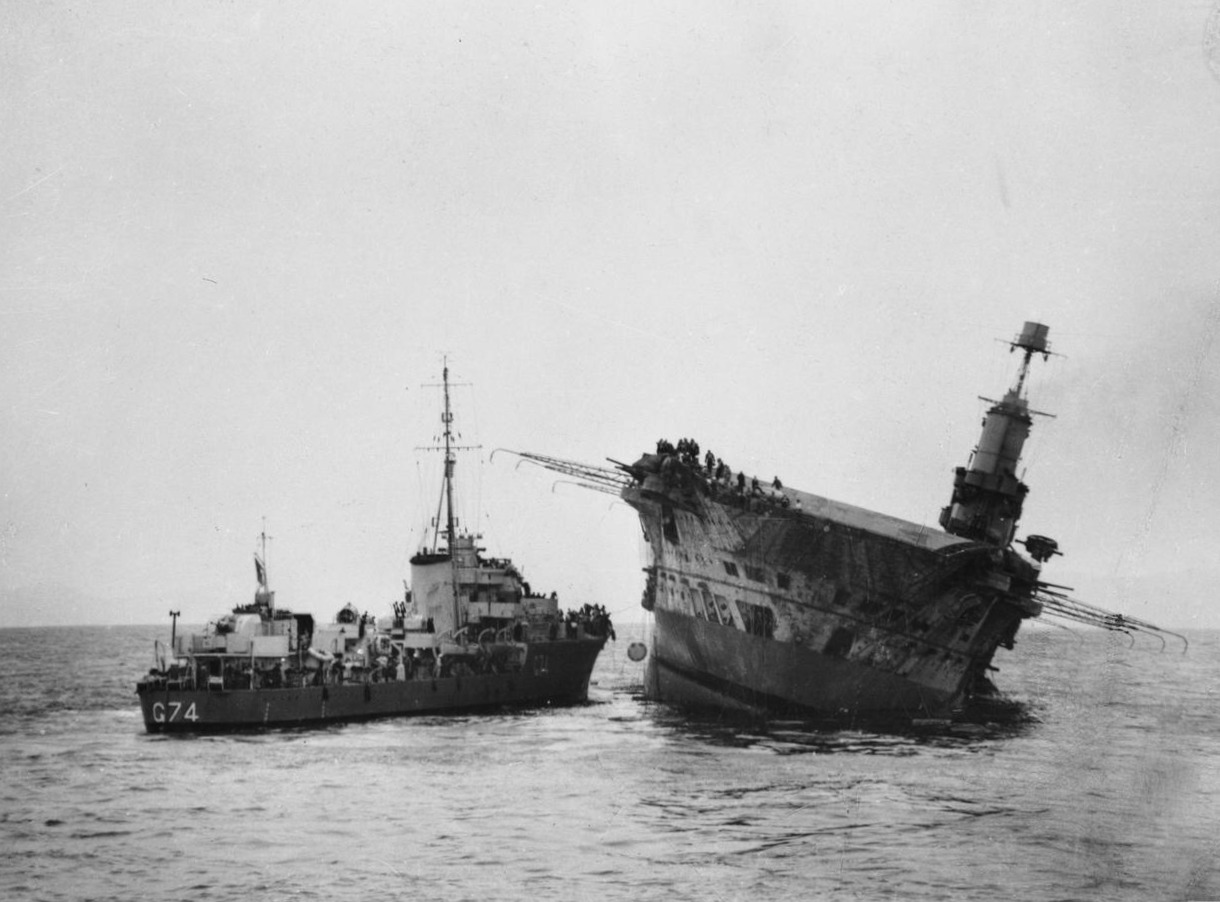
HMS Ark Royal po zásahu torpédem 13. listopadu 1941

Na třetí bojovou plavbu ponorka U 81 vyplula 29. října 1941 z Brestu a 10. prosince 1941 doplula do La Spezii. Během plavby byla napadena britským létajícím člunem Catalina (RAF Sqdn 209/Z), který shodil hlubinnou nálož. Ponorka U 81 byla vážně poškozena a musela se vrátit do Brestu. Po opravách vyplula 4. listopadu 1941 a 12. listopadu 1941 proplula Gibraltarským průlivem. Během čtyřiceti denní plavby v operačním prostoru Středozemního moře U 81 napadla 13. listopadu 1941 letadlovou loď HMS Ark Royal (22 600 BRT), která se po zásahu jediným torpédem 14. listopadu 1941 potopila.
| datum              | jméno         | příslušnost | tonáž [BRT] | konvoj |             | zdroj |
| ------------------ | ------------- | ----------- | ----------- | ------ | ----------- | ----- |
| 13. listopadu 1941 | HMS Ark Royal | VB          | 22 600      |        | torpédována | [ 6 ] |

### Čtvrtá bojová plavba
Na čtvrtou bojovou plavbu U 81 vyplula 27. ledna 1942 z La Spezie a 1. března 1942 doplula do Messiny a 4. března doplula do La Spezie. Během třiceti šesti denní plavby v operačním prostoru ve východní části Středozemního moře nebyla potopena ani poškozena žádná loď.

### Pátá bojová plavba
Na pátou bojovou plavbu ponorka U 81 vyplula 4. dubna 1942 z La Spezie a 25. dubna 1942 doplula do Salamis. Během této dvacet jedna denní plavby v operačním prostoru ve východní části Středozemního moře položila u Haify tři miny MTB a potopila dvě lodi o celkové tonáži 7 168 BRT a osm plachetnic s asi 794 BRT.
Francouzský trawler FFL Vikings (1 150 BRT) byl potopena dvěma torpédy. Přežilo 16 lidí. Britský tanker Caspia (6 018 BRT) byl potopen dvěma torpédy. Převážel 7 000 tun benzinu a plul z Haify do Tripolisu. Zahynulo 26 osob a jedenáct osob přežilo. Egyptská plachetnice Fatouh el Kher (97 BRT) byla potopena palbou z palubního děla. Egyptská plachetnice Bab el Farag (105 BRT) byla potopena palbou z palubního děla stejně jako neznámá plachetnice o přibližně 100 BRT. Egyptská plachetnice Hefz el Rahman (90 BRT), která převážela dřevo, byla několikrát taranována a potopena. Egyptská plachetnice (jméno neznámé) s tonáži asi 80 BRT, která převážela ropu byla potopena palbou z palubního děla. Plachetnice El Saadiah (122 BRT) byla potopena palbou z palubního děla stejně jako neznámá plachetnice o přibližně 100 BRT. Egyptská plachetnice Aziza s tonáži 100 BRT byla potopena palbou z palubního děla.
| datum          | jméno          | příslušnost | tonáž [BRT] | konvoj |              | zdroj |
| -------------- | -------------- | ----------- | ----------- | ------ | ------------ | ----- |
| 16. dubna 1942 | FFL Vikings    | Francie     | 1 150       |        | torpédována  | [ 6 ] |
| 16. dubna 1942 | Caspia         | VB          | 6018        |        | torpédována  | [ 6 ] |
| 16. dubna 1942 | Fatouh el Kher | Egypt       | 97          |        | palubní dělo | [ 6 ] |
| 16. dubna 1942 | Bab el Farag   | Egypt       | 105         |        | palubní dělo | [ 6 ] |
| 16. dubna 1942 | neznámé jméno  | Egypt       | 100         |        | palubní dělo | [ 6 ] |
| 19. dubna 1942 | Hefz el Rahman | Egypt       | 90          |        | taran        | [ 6 ] |
| 20. dubna 1942 | neznámé jméno  | Egypt       | 80          |        | palubní dělo | [ 6 ] |
| 22. dubna 1942 | El Saadiah     | Egypt       | 122         |        | palubní dělo | [ 6 ] |
| 22. dubna 1942 | neznámé jméno  |             | 100         |        | palubní dělo | [ 6 ] |
| 22. dubna 1942 | Aziza          | Egypt       | 100         |        | palubní dělo | [ 6 ] |

### Šestá bojová plavba
Na šestou bojovou plavbu ponorka U 81 vyplula 6. května 1942 ze Salamis a vrátila se 3. června 1942 zpět do Salamis. Během této dvaceti osmi denní plavby v operačním prostoru ve východní části Středozemního moře nebyla potopena ani poškozena žádná loď.
Dne 2. června loď obdržela nouzové volání od ponorky U 652, která byla u severoafrického pobřeží těžce poškozena náletem vedeného ze Sallum. Oba velitelé se dohodli, že opustí a potopí U 652. Ponorka U 81 převzala posádku poškozené ponorky. Vypálené záďové torpédo z U 81 zasáhlo U 652 uprostřed a potopilo ji.

### Sedmá bojová plavba
Na sedmou bojovou plavbu ponorka U 81 vyplula 6. června 1942 ze Salamis a 22. června 1942 připlula do Messiny a téhož dne odplula. Během této osmnáct dní dlouhé plavby v operačním prostoru ve východní části Středozemního moře byl britský tanker Brambleleaf (5 917 BRT) torpédem poškozen tak vážně, že byl považován za zcela ztracený. Tanker převážel topný olej, naftu a benzin a plul z Alexandrie do Tobruku. Loď byla součástí konvoje AT-49 se čtyřmi loděmi. Dva lidé zemřeli a 58 osob přežilo.
| datum           | jméno       | příslušnost | tonáž [BRT] | konvoj |             | zdroj |
| --------------- | ----------- | ----------- | ----------- | ------ | ----------- | ----- |
| 10. června 1942 | Brambleleaf | VB          | 5 917       | AT-49  | torpédována | [ 6 ] |

### Osmá bojová plavba
Na osmou plavbu ponorka U 81 vyplula 5. října 1942 z La Spezie pod velením námořního poručíka Johann-Otto Kriega a 16. listopadu 1942 se tam vrátila zpět. Během této čtyřicet dva dny dlouhé plavby v operačním prostoru v západní části Středozemního moře u Alžíru byly potopeny dvě lodě o celkové tonáži 8 499 BRT.
Britský parník Garlinge (2 012 BRT) byl potopen dvěma torpédy. Vezl 2700 t uhlí a plul z Greenocku přes Gibraltar do Alžíru. Zemřelo 25 osob a 15 osob přežilo. Britský parník Maron (6 487 BRT) byl potopen torpédem. Plul s prázdnou zátěží z Alžíru do Gibraltaru. Nebyly žádné ztráty na životech, přežilo 81 osob.
| datum              | jméno    | příslušnost | tonáž [BRT] | konvoj |             | zdroj |
| ------------------ | -------- | ----------- | ----------- | ------ | ----------- | ----- |
| 10. listopadu 1942 | Garlinge | VB          | 2 012       |        | torpédována | [ 6 ] |
| 13. listopadu 1942 | Maron    | VB          | 6 487       |        | torpédována | [ 6 ] |

### Devátá bojová plavba
Na devátou plavbu ponorka U 81 vyplula 24. listopadu 1942 z La Spezie, 19. prosince 1942 doplula do Messiny a téhož dne odplouvá aby 21. prosince 1942 doplula do Puly. Během této dvacet sedm dní dlouhé plavby v operačním prostoru v západní části Středozemního moře nebyla potopena ani poškozena žádná loď.

### Desátá bojová plavba
Na desátou plavbu ponorka U 81 vyplula 31. ledna 1943 z Puly a 19. února 1943 doplula do Salamíny. Během této dvacet dní dlouhé plavby v operačním prostoru ve východní části Středozemního moře a u pobřeží Palestiny bylo potopených pět plachetnic o celkové tonáži asi 538 BRT a jedna loď o celkové tonáži 6671 byla poškozena.
Egyptská plachetnice Al Kasbanah (110 BRT) byla potopena palbou z palubního děla. Holandský tanker Saroena (6 671 BRT) byl poškozen torpédem. Zemřely dvě osoby a 57 osob přežilo. Libanonská plachetnice Husni (107 BRT) byla potopena palbou z palubního děla. Vezla líh a plula na Kypr. Nedošlo k žádným ztrátám. Palestinská plachetnice Dolphin (asi 135 BRT) byla potopena palbou z palubního děla. Převážela benzín a plula na Kypr. Přežilo sedm osob. Neznámá plachetnice (asi 150 BRT) byla potopena palbou z palubního děla. Egyptská plachetnice Sabah El Kheir (36 BRT) byla potopena palbou z palubního děla. Převážela oleje a tuky a plul do Bejrútu. Nedošlo k žádným ztrátám.
| datum          | jméno          | příslušnost | tonáž [BRT] | konvoj |                        | zdroj |
| -------------- | -------------- | ----------- | ----------- | ------ | ---------------------- | ----- |
| 9. února 1943  | Al Kasbanah    | Egypt       | 110         |        | palubní dělo           | [ 6 ] |
| 10. února 1943 | Saroena        | Nizozemí    | 6 671       |        | torpédována, poškozena | [ 6 ] |
| 11. února 1943 | Husni          | Libanon     | 107         |        | palubní dělo           | [ 6 ] |
| 11. února 1943 | Dolphin        | Palestina   | 135         |        | palubní dělo           | [ 6 ] |
| 11. února 1943 | neznámá        |             | 150         |        | palubní dělo           | [ 6 ] |
| 11. února 1943 | Sabah El Kheir | Egypt       | 36          |        | palubní dělo           | [ 6 ] |

### Jedenáctá bojová plavba
Na jedenáctou plavbu ponorka U 81 vyplula 6. března 1943 ze Salamis a 7. dubna 1943 doplula do Puly. Během této třicet dva dny dlouhé plavby v operačním prostoru Středozemního moře a u pobřeží Kyrenaiky byla potopena jedna loď o celkové tonáži 133 BRT a jedna plachetnice.
Syrská plachetnice Mawahab Allah (77 BRT) byla potopena palbou z palubního děla. Vezla brambory a uzené ryby a plula do Haify. Nedošlo k žádným ztrátám. Egyptský parník Rousdi (133 BRT) byl potopen torpédem. Převážel 72 t džemu, 10 t karbidu a 8 t kmínu a plul do Port Saidu. Zahynulo devět osob a jedena osoba přežila.
| datum           | jméno         | příslušnost | tonáž [BRT] | konvoj |              | zdroj |
| --------------- | ------------- | ----------- | ----------- | ------ | ------------ | ----- |
| 20. března 1943 | Mawahab Allah | Sýrie       | 77          |        | palubní dělo | [ 6 ] |
| 28. března 1943 | Rousdi        | Egypt       | 133         |        | torpédována  | [ 6 ] |

### Dvanáctá bojová plavba
Na dvanáctou plavbu ponorka U 81 vyplula 6. června 1943 z Puly a 4. července 1943 doplula do Salamíny. Během této dvacet devět dní dlouhé plavby v operačním prostoru ve východní části Středozemního moře a u pobřeží Syrakus byly potopeny dvě lodě s celkovou tonáží 11 873 BRT a tři plachetnice s asi 235 BRT.
Britský parník Yoma (8 131 BRT) byl potopen torpédem. Na jeho palubě bylo 1670 vojáků a byl na cestě z Tripolisu do Alexandrie. Loď byla součástí konvoje GTX-2 se 14 loděmi. Zahynulo 33 členů posádky a 451 vojáků, zachráněno bylo 142 členů posádky a 1219 vojáků. Egyptská plachetnice Nisr s přibližně 80 BRT byla potopena palbou z palubního děla. Vezl potraviny a plul do Jaffy. Nedošlo k žádným ztrátám na životech. Syrská plachetnice Toufic Allah (75 BRT) byla potopena palbou z palubního děla. Převážela 160 tun obalů, 11 tun lihu a brambor a plula do Bejrútu. Nedošlo k žádným ztrátám. Syrská plachetnice Nelly (asi 80 BRT) byla potopena palbou z palubního děla. Vezla brambory a plula do Bejrútu. Nedošlo k žádným ztrátám. Řecký parník Michalios (3 742 BRT) byl potopen torpédem. Plul s prázdnou zátěží z Mersinu do Port Saidu. Došlo k jednomu úmrtí.
| datum           | jméno        | příslušnost | tonáž [BRT] | konvoj |              | zdroj |
| --------------- | ------------ | ----------- | ----------- | ------ | ------------ | ----- |
| 17. června 1943 | Yoma         | VB          | 8 131       | GTX-2  | torpédována  | [ 6 ] |
| 25. června 1943 | Nisr         | Egypt       | 80          |        | palubní dělo | [ 6 ] |
| 26. června 1943 | Toufic Allah | Sýrie       | 75          |        | palubní dělo | [ 6 ] |
| 26. června 1943 | Nelly        | Sýrie       | 80          |        | palubní dělo | [ 6 ] |
| 27. června 1943 | Michalios    | Řecko       | 3 742       |        | torpédována  | [ 6 ] |

### Třináctá bojová plavba
Na třináctou plavbu ponorka U 81 vyplula 14. července 1943 ze Salamis a 25. července 1943 doplula do Puly. Během této jedenáct dní dlouhé plavby v operačním prostoru Středozemního moře a u východního pobřeží Sicílie byla poškozena jedna loď o 7 472 BRT.
Britský parník Empire Moon (7 472 BRT) byl poškozen torpédem. Vezl uhlí a plul ze Syrakus na Maltu.
| datum             | jméno       | příslušnost | tonáž [BRT] | konvoj |                        | zdroj |
| ----------------- | ----------- | ----------- | ----------- | ------ | ---------------------- | ----- |
| 22. července 1943 | Empire Moon | VB          | 2 012       |        | torpédována, poškozena | [ 6 ] |

### Čtrnáctá bojová plavba
Na čtrnáctou plavbu ponorka U 81 vyplula 1. srpna 1943 z Puly a 10. srpna 1943 se vrátila zpět. Během této devět dní dlouhé plavby v operačním prostoru Středozemního moře a u pobřeží Kyrenaiky nebyla potopena ani poškozena žádná loď.

### Patnáctá bojová plavba
Na patnáctou plavbu ponorka U 81 vyplula 20. září 1943 z Puly a 13. října 1943 se tam vrátila zpět. Během této třicet dní dlouhé plavby v operačním prostoru Středozemního moře u pobřeží Salerma nebyla potopena ani poškozena žádná loď.

### Šestnáctá bojová plavba
Na šestnáctou plavbu ponorka U 81 vyplula 4. listopadu 1943 z Puly a po asi dvou hodinách se vrátila zpět kvůli opravám protiletadlové techniky. Znovu vyplula 6. listopadu 1943 a opět se vrátila 7. listopadu 1943 kvůli instalaci rádiového měřicího zařízení (FuMB). Znovu vyplula 10. listopadu 1943 a 23. listopadu 1943 se tam vrátila zpět. Během této třináct dní dlouhé plavby v operačním prostoru Středozemního moře v Tarentském zálivu byla potopena jedna loď tonáží 2 887 BRT.
Britský parník Empire Dunstan (2 887 BRT) byl potopen torpédem. Převážel 1 550 t vojenského zboží včetně 700 t min a plul z Bony přes Augustu do Brindisi. Loď byla součástí rozpuštěného konvoje SL-140/MKS-31 čítajícího 66 plavidel. Dva lidé zemřeli a 37 přežilo.
| datum              | jméno          | příslušnost | tonáž [BRT] | konvoj |             | zdroj |
| ------------------ | -------------- | ----------- | ----------- | ------ | ----------- | ----- |
| 18. listopadu 1943 | Empire Dunstan | VB          | 2 887       |        | torpédována | [ 6 ] |

### Sedmnáctá bojová plavba
Na sedmnáctou plavbu ponorka U 81 vyplula 30. prosince 1943 z Puly a 3. ledna 1944 se tam vrátila zpět. Během této pět dní dlouhé plavby v operačním prostoru Jaderského moře, která musela být přerušena kvůli nemoci velitele, nebyla potopena ani poškozena žádná loď.

## Zánik
Ponorka U 81 byla potopena přímým zásahem letecké bomby 9. ledna 1944 v Pule.

## Velitelé
| velení                                                                                    | velení            | velitel                      | poznámka                                        |
| od                                                                                        | do                | velitel                      | poznámka                                        |
| ----------------------------------------------------------------------------------------- | ----------------- | ---------------------------- | ----------------------------------------------- |
| 26. dubna 1941                                                                            | 31. prosince 1942 | Oblt. Friedrich Guggenberger | od 1. srpna 1941 námořní kapitán, Rytířský kříž |
| 30. lena 1943                                                                             | 3. ledna 1944     | Johann-Otto Krieg            | Rytířský kříž                                   |
| Zdroj:                                                                                    |                   |                              |                                                 |
| Kptlt. – Kapitanleutnant (námořní kapitán), Oblt – Oberleutnant zur See (námořní poručík) |                   |                              |                                                 |

## Vlčí smečky
Ponorka U 81 se zúčastnila tří vlčích smeček:
- Markgraf (1. září 1941 – 11. září 1941)[9]
- Arnauld (5. listopad 1941 – 18. listopad 1941)[10]
- Wal (10. listopad 1942 – 15. listopad 1942)[11]